# Дарем (Коннектикут)
Дарем (англ. Durham) — місто (англ. town) в США, в окрузі Міддлсекс штату Коннектикут. Населення — 7152 особи (2020).

## Демографія
Згідно з переписом 2010 року, у місті мешкало 7388 осіб у 2610 домогосподарствах у складі 2094 родин. Було 2694 помешкання
Расовий склад населення:
| - 96,3 % — білих - 1,6 % — азіатів - 0,4 % — чорних або афроамериканців - 0,1 % — корінних американців |

До двох чи більше рас належало 1,0 %. Частка іспаномовних становила 2,2 % від усіх жителів.
За віковим діапазоном населення розподілялося таким чином: 26,3 % — особи молодші 18 років, 60,9 % — особи у віці 18—64 років, 12,8 % — особи у віці 65 років та старші. Медіана віку мешканця становила 42,8 року. На 100 осіб жіночої статі у місті припадало 99,5 чоловіків;  на 100 жінок у віці від 18 років та старших — 97,9 чоловіків також старших 18 років.
Середній дохід на одне домашнє господарство  становив 148 573 долари США (медіана — 116 232), а середній дохід на одну сім'ю — 165 435 доларів (медіана — 122 450). Медіана доходів становила 80 347 доларів для чоловіків та 59 783 долари для жінок. За межею бідності перебувало 3,4 % осіб, у тому числі 0,0 % дітей у віці до 18 років та 4,5 % осіб у віці 65 років та старших.
Цивільне працевлаштоване населення становило 4166 осіб. Основні галузі зайнятості: освіта, охорона здоров'я та соціальна допомога — 20,5 %, виробництво — 14,8 %, роздрібна торгівля — 13,0 %.